# خالد بوزيد
خالد بوزيد هو ممثل تونسي ومسرحي شارك في عدة مسلسلات تلفزيونية كوميدية من أهمها نسيبتي العزيزة، وهو مسرحي مثل تونس في العديد من المحافل الدولية.

## أعماله

### المسلسلات
- 2004 : لوتيل لصلاح الدين الصيد (دور فرعي)
- 2005: شوفلي حل («دور علالْلة» مرض الدكتور «سليمان الابيض» لصلاح الدين الصيد وعبد القادر الجربي (فرعي))
- 2010-2018 : نسيبتي العزيزة لصلاح الدين الصيد شارك في جميع اجزائه : الفاهم بلعيد
- 2012 : دار الوزير لصلاح الدين الصيد : عبسي
- 2013 : الزوجة الخامسة لالحبيب المسلماني وجمال الدين خليف (ضيف شرف الحلقات 1 و2 و14) : الفاضل
- 2015 :
  - سكول (الموسم 2) لرانيا القابسي وسفيان اليتيم : فريد
  - دار العزاب للسعد الوسلاتي وفتحي بوسهيلة
  - السلطان عاشور : سعيد الحقيقة
- 2019: إمارة الحاج لخضر : المنصف
- 2021:
  - إن شاء الله مبروك لبسام الحمراوي : فريد
  - العيشة فل لعبد العزيز الحفظاوي : منتصر

### التلفاز
- 2014 : الإنجليزي (الحلقة 17) على قناة تونسنا
- 2018 : الفيرمة

### سينما
- 2005 : جنون (فيلم طويل) لجليلة بكار وفاضل الجعايبي
- 2006 : اللومبرة (فيلم طويل) لعلي العبيدي
- 2007 : الرجل المقدس، (فيلم وثائقي) لجاك ملاتار
- 2008 : ميوزين الإستعجالي، (فيلم قصير) لممدوح بن عبد الغفار
- 2010 : قناعات (فيلم قصير)، لوليد معطر
- 2014 : تفكيك (فيلم طويل) لرضا التليلي

### المسرحيات
- 2005 : الجثث الرهائن، نص جليلة بكار والإخراج المسرحي لفاضل الجعايبي
- 2006 : أهل الهوى، الإخراج المسرحي لعبد الوهاب جميل
- 2009 : يحيى يعيش، الإخراج المسرحي لفاضل الجعايبي
- 2013 : ولا كلمة لنوفل عزارة وخالد بوزيد

## روابط خارجية
- خالد بوزيد على موقع IMDb (الإنجليزية)
- خالد بوزيد على موقع قاعدة بيانات الأفلام العربية
- خالد بوزيد على موقع كينوبويسك (الروسية)